# Li Ling (generale)
Li Ling (fl. I secolo) è stato un generale cinese della dinastia Han.

## Storia di Li Ling

### La spedizione contro gli Unni
Nell'anno 99 durante una spedizione cinese guidata dal generalissimo Li Kuang-li contro gli Hsiung-nu , il generale Li Ling con 5000 fanti si trovò circondato dalle forze degli unni presso i monti Siun-ki (nei pressi del lago Barkul, catena del Tien-Shan). In un primo momento i cinesi riuscirono a rompere l'accerchiamento e ripresero la via verso Sud e la salvezza. Ma dopo che un ufficiale della retroguardia cinese cadde nelle mani degli Unni e interrogato, comunicò allo Shan Yu che il distaccamento cinese era isolato, gli attacchi degli Unni divennero più risoluti. I Cinesi esaurirono tutte le frecce e Li Ling, vedendo l'impossibilità di un'ulteriore resistenza, diede l'ordine estremo del "si salvi chi può" ed egli stesso si arrese agli Unni.

### Li Ling principe chu-ki occidentale
Lo Shan Yu Tsiu-ti-heu si dimostrò generoso e non uccise i prigionieri cinesi, anzi pare che abbia dato sua figlia in sposa a Li-Ling e lo insignì di titolo di "principe chu-ki occidentale". Li Ling servì con lealtà il nuovo signore visto che in patria lo attendeva la pena di morte  per tradimento, essendo stato condannato in contumacia per essersi arreso contro i barbari del Nord.
Da allora, i discendenti di Li Ling e della principessa unna regnarono in successione sui Khyagas .
Nelle cronache cinesi si riporta che "i Khyagas reputavano gli uomini con gli occhi neri discendenti di Li Ling".
Il castello di Li Ling è stato scoperto da archeologi sovietici nella regione di Minusinsk. È una costruzione non grande di architettura cinese.

## Conseguenze in Cina
La capitolazione produsse in Cina grande impressione e l'Imperatore dispose di fare un'inchiesta e di punire il colpevole, cioè il comandante in capo Li Kuang-li Er-shih, ma grazie alle sue relazioni a corte questi sfuggì alla disgrazia e così fu condannata a morte la madre di Li Ling. In favore della vecchia donna intercedette lo storico Ssu-ma Chien, che tentò di dimostrare l'innocenza di Li Ling, in quanto era venuto a trovarsi in una posizione disperata. Ma in tal modo si veniva a trovare in conflitto con Li Kuang-li e cadde in disgrazia.
Fu condannato all'evirazione e al carcere nell'anno 98.